# Abborrtjärnen (Attmars socken, Medelpad, 690454-156292)
Abborrtjärnen är en sjö i Sundsvalls kommun i Medelpad som ingår i Ljungans huvudavrinningsområde.